# Streek-GR Limburgse Mijnen

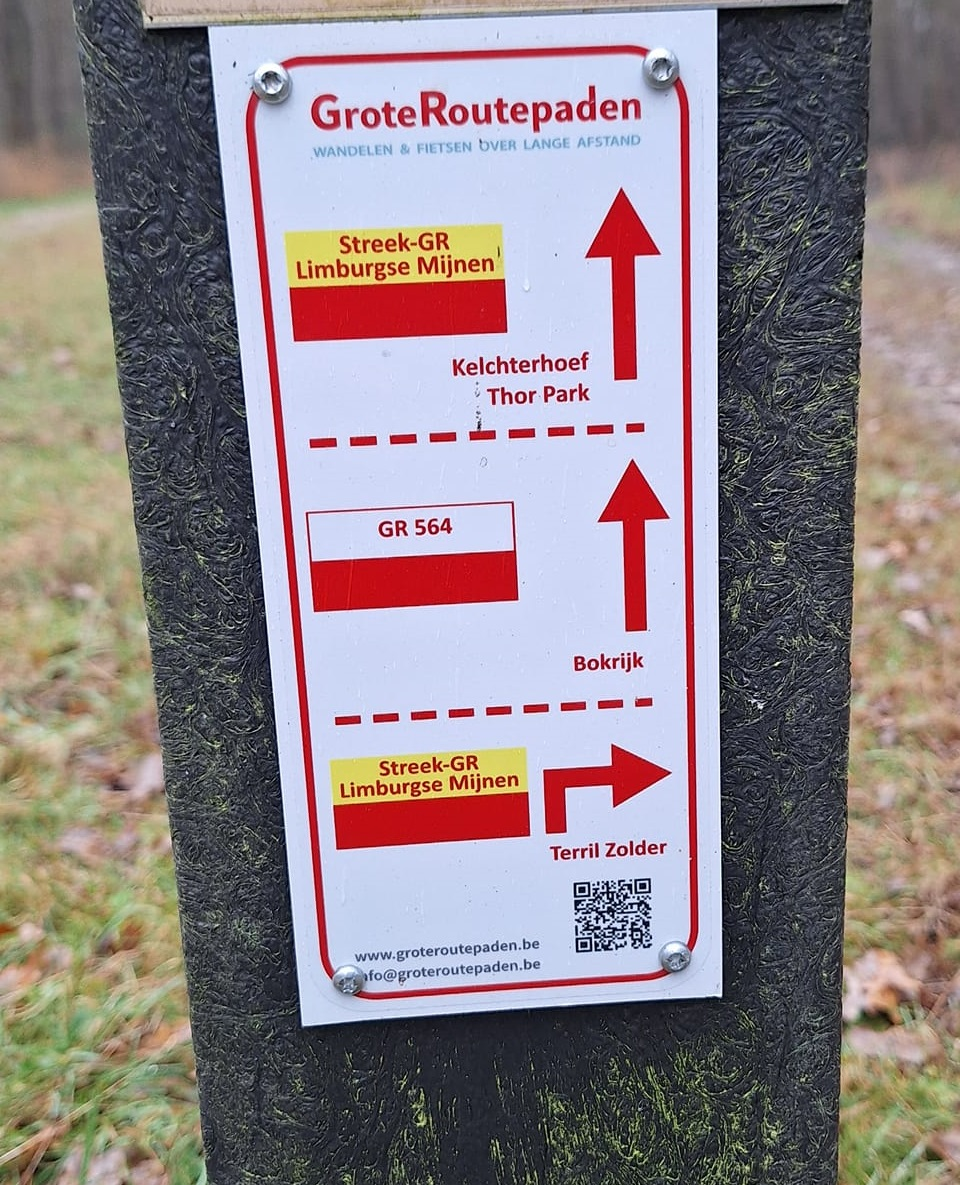
Streek-GR Limburgse Mijnen

De Streek-GR Limburgse Mijnen is een GR-pad van 179 kilometer in Vlaanderen. 
Het lusvormige streekpad uit 2024 is bewegwijzerd met geel-rode markeringen, en wit-rode als het samenloopt met een andere GR. Het doet de Limburgse Mijnstreek (mijnsites Beringen, Zolder, Houthalen, Zwartberg, Waterschei, Winterslag en Eisden) aan (Be-MINE, Terhills,...) 